# Tegallinggah
Tegallinggah is een bestuurslaag in het regentschap Karangasem van de provincie Bali, Indonesië. Tegallinggah telt 2361 inwoners (volkstelling 2010).